# Somerset (Queensland)
Somerset is een historische stad en tegenwoordig een ruïne van het vroegere Somerset homestead, de plaats werd in 1863 door John Jardine (vader van Frank Jardine) gesticht en ligt ongeveer 35 kilometer ten noorden van Bamaga op het schiereiland van Kaap York in de Australische deelstaat Queensland.